# Curtara viscosa
Curtara viscosa är en insektsart som beskrevs av Delong 1979. Curtara viscosa ingår i släktet Curtara och familjen dvärgstritar. Inga underarter finns listade i Catalogue of Life.